# Manuel Aroca
Manuel Aroca (Madrid, 1854 - [...?]) fou un violinista espanyol. Va ser un dels alumnes més avantatjats de Jesús de Monasterio, que fou primer violí del Teatre Reial de Madrid i de la Societat de Concerts de la capital espanyola. També va dirigir l'orquestra d'alguns teatres.